# Места в „Хари Потър“
Магьосническият свят на Дж. К. Роулинг съдържа редица измислени места, на които се развиват събитията в нейните фентъзи романи. Тези места са жилища, училища, търговски район или свързани с Министерството на магията.

## Жилища

### Хралупата
Домът на Уизли, известен като „Хралупата“, се намира извън село Отери Сейнт Кетчпол, което се намира до река Отър в Девън, Англия, близо до дома на Лъвгуд, Дигъри и Фосет. „Хралупата“ е използвана като щаб квартира на Ордена на Феникса, след като е разбита защитата на площад „Гримолд“ 12 в Хари Потър и Даровете на Смъртта. Къщата на Уизли се състои от седем етажа. Освен това е доста порутена, успява да се запази само с магия. Въпреки запуснатия вид на къщата, Хари отбелязва при първото си посещение, че това е най-хубавата къща, в която е бил, и става второто му любимо място в света (след Хогуортс). Добре скритата овощна градина наблизо служи и като игрище за куидич за децата на Уизли. Множество градински гноми нападат градината на „Хралупата“. Там също има малък хангар, който Артър Уизли използва като работилница, за да изучава мъгълски предмети, които носи вкъщи (за голямо огорчение на г-жа Уизли). През 1997 г. „Хралупата“ става централа на Ордена на Феникса след смъртта на директора на Хогуортс, Албус Дъмбълдор.
В Хари Потър и Стаята на тайните „Хралупата“ е описана като свинарник, към който са добавени допълнителни стаи. Когато се роди ново дете, Моли и Артър Уизли просто добавят допълнителна стая към къщата. Пред входната врата има купчина ботуши „Уелингтън“ и ръждясал стар котел.

### Годрикс Холоу
Годрикс Холоу е измислено село, където Лили и Джеймс Потър са живели с малкия си син Хари, разположено в западната част на Англия. Известно е, че е дом на магическа общност също както селата Отери Сейнт Кетчпол и Тинуорт. Селото е дом и последното скривалище на Джеймс и Лили Потър, преди да бъдат убити от Лорд Волдемор. Именно на това място малкият им син, Хари, е останал с белег във формата на мълния.
Годрикс Холоу е дом на отдавна починалия съосновател на „Хогуортс“ Годрик Грифиндор, на когото е кръстено селото, и дом на семейството на Джеймс Потър. В Хари Потър и Даровете на Смъртта Хари се връща в селото, за да посети гробовете на родителите си, откривайки, че църковното гробище е място за почивка на много магьосници, включително член на семейството на Хана Абът и Игнациус Певерел. Майката на Албус Дъмбълдор, Кендра, премества семейството си в Годрикс Холоу, след като съпругът ѝ, Пърсивал, е арестуван за нападение на три мъгълски момчета. Други забележителни жители на селото включват Боуман Райт (изобретател на Златния снич) и Батилда Багшот, автор на учебника История на магията.
В центъра на селския площад има военен мемориал, който магически се трансформира в паметник на семейство Потър – Джеймс, Лили и Хари – когато до него се приближат вещици и/или магьосници, непридружени от мъгъли. Невидими за мъгълите, останките от стария дом на Хари (оставен точно както е след нападението на Волдемор) се намират в края на главната улица.
В Годрикс Холоу Батилда Багшот представя на Албус Дъмбълдор своя праплеменник Гелърт Гринделвалд.

### Литъл Хангълтън
Литъл Хангълтън е измислено мъгълско село на около 200 мили от Литъл Уингинг, известно като мястото на произход на предците на Волдемор по майчина и бащина линия и като мястото, където той е възстановен в телесна форма в Хари Потър и Огненият бокал. Въпреки че селото се появява за първи път в Огненият бокал, четвъртия том от поредицата, то не е описано до Хари Потър и Нечистокръвния принц, шестия том.
Селото е разположено в подножието на долина, ограничена от стръмни хълмове, недалеч от по-голямото селище Грийт Хангълтън. Над селото от едната страна на долината има църква, гробище и къщата на Риддъл, бившето имение на аристократичното семейство Риддъл и някога най-хубавата къща в селото. За първи път се появява в началото на Огненият бокал като мястото на убийството на Франк Брайс; и в този момент от хронологията на поредицата за Хари Потър, занемарено и покрито с лози. Смята се, че се държи от „богат човек“ за данъчни цели, за да не бъде продадена или съборена къщата.
Докато е ученик, Том Мерсволуко Риддъл е убил баща си, баба си и дядо си в къщата.
От другата страна на долината изглежда, че единственото жилище е била порутената вила, дом на чистокръвните, антисоциални потомци на Салазар Слидерин, семейство Гонт. Къщата на Гонт е разположена в гора край криволичещ път, който излиза от долината. В Огненият бокал Волдемор и Хари се дуелират на гробището на Литъл Хангълтън.

### Литъл Уининг
Литъл Уининг е измислен град в графство Съри, Англия, разположен на юг от Лондон.
На улица „Привит Драйв“ 4 е домът на Дърсли, в който Хари живее заедно с леля си Петуния, вуйчо си Върнън и братовчед си Дъдли. Той живее там от петнадесетмесечна възраст, като преди това е живял с родителите си в Годрик Холоу; обаче, откакто започва да посещава „Хогуортс“, прекарва малко време там, въпреки че неохотно се връща през летните ваканции. Известно е, че номер 4 има четири спални на горния етаж, поне една баня, кухня, всекидневна, оранжерия на долния етаж и килер под стълбите. Арабела Фиг , която живее през две улици от номер 4 в романите (но точно от другата страна на пътя във филмите), знае за магьосническите сили на Хари, защото е член на безмощните от Ордена на феникса, поставен в Литъл Уининг от Дъмбълдор, за да дръж под око Хари. В Хари Потър и Орденът на феникса, Дъмбълдор разкрива, че причината Хари да се връща там поне веднъж годишно е защитата, която майката на Хари му е оставила, когато е дала живота си, за да го спаси. Това действие позволява на „древна магия“ да действа, което означава, че Хари никога не можеше да бъде наранен, докато живее под грижите на кръвта на майка си (в този случай леля му Петуния). Тази магия действа, докато Хари навършва 17 години.
Други споменати места в Литъл Уининг са площад „Магнолия“ (някъде зад ъгъла) и детска площадка на малко разстояние от „Привит Драйв“, която преди петата година на Хари е частично разрушена от Дъдли и неговата банда.
Снимките на „Привит Драйв“ в Хари Потър и Философският камък се състоят в истински градски район, Пикет пост клоуз 12, Бракнел, в Бъркшър, разположен на 25 мили западно от Лондон. За всички последващи филмови сцени, развиващи се на „Привит Драйв“, заснемането се провежда на изградена площадка в Лийвсдън Студиос, което се оказа по-евтино от заснемането на място.

### Имението на Малфой
Имението на Малфой е домът на аристократичното семейство Малфой, съставено от Луциус, Нарциса и тенхия син Драко, като по-късно в него живее и Белатрикс Лестранж (сестрана на Нарциса). В петата книга се споменава, че имението се намира някъде в Уилтшър, Англия. Семейство Малфой е било обслужвано от домашния дух Доби, преди Луциус да бъде измамен от Хари и да го освободи. Имението се смята за едно от най-богатите в света на магьосниците.
В Стаята на тайните Драко разкрива, че имението има своя собствена „стая на тайните“ под гостната, която е използвана за скриване на ценни тъмни артефакти, когато Министерството нахлува. Волдемор използва имението на Малфой като щаб поне един път в Даровете на Смъртта. Тримата Малфой изглеждат доста недоволни от това използване на имението им, както отбеляза самият Волдемор; само Белатрикс изглежда е доволна, че е там. Семейство Малфой са станали затворници в собствения си дом и изпитват истински страх за живота си. По време на Даровете на Смъртта няколко затворници са държани в мазето по заповед на Волдемор, включително Луна Лъвгуд, Дийн Томас, гоблинът Грипкук и Г-н Оливандър. Когато похитителите залавят Хари, Рон и Хърмаяни, те са отведени в имението на Малфой. Те бягат с останалите затворници благодарение на помощта на Доби. След това четиримата жители на имението са поставени под домашен арест от Лорд Волдемор, докато не се присъединят към други смъртожадни в битката за Хогуортс.
Имението Малфой е частично заснето в Хардуик Хол, Дарбишър – собственост на Националния тръст.

### Площад Гримолд 12
Площад „Гримолд“ 12, Лондон, е адресът и името на дома на семейство Блек, древна и чистокръвна линия от магьосници. За първи път се появява в петата книга. Архитектурата е георгианска терасовидна къща.
Номер 12 съдържа родословното дърво на Блек върху стенен гоблен и омагьосан портрет на Валбурга Блек, майката на Сириус. Древен и луд домашен дух на име Крийчър е верен на портрета на г-жа Блек. Има и други портрети на членове на семейство Блек, включително Финиъс Нигелус Блек, някогашен глава на семейство Блек и най-малко популярен директор на „Хогуортс“. Стълбището е облицовано с глави на обезглавени бивши домашни духчета, които са поставени върху стените.
В къщата са въведени много мерки за сигурност: има магии против привидения, мястото не се вижда от мъгъли и други натрапници. В седмата книга се отбелязва, че съседите отдавна са се примирили с къщите на техния площад, минаващи направо от 11 в 13. Домът е толкова сигурен, колкото всяко магическо жилище може да бъде и може да побере голям брой хора. Поради тази причина той е избран за централа на възстановения Орден на феникса, когато Сириус го предлага на Ордена. Само магьосници могат да го видят и само ако му каже местоположението от самия Пазител на тайната. Къщата дори е защитена от Министерството на магията след държавния преврат. Това е известно, защото Хърмаяни Грейнджър споменава името на Волдемор поне веднъж, докато е вътре в къщата.
Къщата се руши по време на дванадесетгодишното затворничество на Сириус в Азкабан. След бягството си той се връща в нея в петата книга, за да открие, че сега е мрачна и неприятна руина, гъмжаща от прах, гниене, магически създания и различни опасности. Хари, Рон, Хърмаяни и различни членове на Ордена постепенно я възстановяват до състояние, годно за живеене в хода на тази книга. В Нечистокръвния принц Хари научава, че е наследил имота според условията на завещанието на Сириус, въпреки че го дарява на Ордена (без да иска връзка с мястото, където Сириус се е чувствал в капан и безполезен преди смъртта си).
В Даровете на Смъртта домът се превръща в убежище за Хари, Рон и Хърмаяни, докато се крият от Волдемор. Докато тримата се опитват да избягат от Министерството на магията чрез десапариране, Корбан Яксли хваща Хърмаяни и е транспортиран заедно с тях до площад „Гримолд“ 12. Това действие разваля магическата защита върху къщата, позволявайки на силите на Волдемор да разберат нейното местоположение и принуждавайки Хари и приятелите му да я изоставят.
Районът на площад „Клеърмонт“ в Лондон е използван за екстериора на площад „Гримолд“ 12.

### Черупката
Черупката е домът на Бил Уизли и Фльор Делакор, след като двамата се женят в Даровете на Смъртта. Намира се извън село Тинуърт, Корнуол, с изглед към плажа. Къщата служи като скривалище за Хари, Рон, Хърмаяни, Луна, Дийн Томас, г-н Оливандър и Грипкук, след като бягат от имението на Малфой. Доби, домашният дух, е погребан в градината, след като умрира, с надгробен камък с надпис „Тук лежи Доби, свободен елф“. По време на войната самият Бил е пазител на тайните за Бил и Фльор.
Сцените в „Черупката“ са заснети на плажа Фрешуотър Уест в националния парк Пембрукшир, Уелс.

### Спинърс Енд
„Спинърс Енд“ е мъгълска улица, на която се намира домът на Сивиръс Снейп. Описва се като една от няколкото улици с еднакви тухлени къщи. Улицата се намира в близост до мръсна река, чийто бряг е осеян с отпадъци. Наблизо има мелница с висок комин. От описанието на заобикалящата го среда е вероятно това да е къщата, в която е израснал Сивиръс Снейп, което превръща мястото във фиктивния град Кокуърт.
Входната врата на Снейп води директно към всекидневна, която има усещането за тъмна, подплатена килия, съдържаща стени, пълни с книги, изтъркани мебели и слаба лампа, пълна със свещи, която виси от тавана. Скрита врата води до тясно стълбище. „Спринърс Енд“ се появява за първи път в Нечистокръвния принц, когато Снейп е посетен от Белатрикс Лестранж и Нарциса Малфой. В Даровете на Смъртта се разкрива, че Снейп е живял в „Спинърс Енд“ като малко дете и че Лили Потър и Петуния Дърсли са живели в същия град.

## Училища

### Бобатон
Академията за магия „Бобатон“ е магьосническа школа, представена за първи път в Огненият бокал. Историята на „Бобатон“ датира от поне 700 години, когато за първи път участва в „Тримагическия турнир“. Разположена в Пиринеите на Южна Франция, пълна с ледени скулптури и горски нимфи, академията е описана като училище-интернат.
Повечето ученици са французи, макар че академията се посещава и от испанци, португалци, нидерландци, люксембургци и белгийци. Директор е мадам Олимпия Максим, която е полувеликанка. Въпреки размерите си, мадам Максим е красива, грациозна и добре облечена. Сред учениците се откроява Фльор Делакор, шампионката на „Бобатон“ в „Тримагическия турнир“, красиво момиче със сребриста коса, която е четвърт вийла.
Учениците на „Бобатон“ са описани главно като красиви дългокоси момичета и привлекателни момчета. Имат добри обноски и като цяло са позитивни. Ученици пристигат в „Хогуортс“, за да участват в „Тримагическия турнир“, в карета, водена от крилати коне.
В екранната адаптация Хари Потър и Огненият бокал учениците на „Бобатон“ са само момичета, докато в книгите обучението е смесено.
Контрастът между „Бобатон“ и „Хогуортс“ може да се тълкува като намек за конкуренцията между разумната и почтена Великобритания и разпусната и упадъчна Франция.

### Кастелбрухо
„Кастелбрухо“ е южноамериканско училище за магия, разположено в Бразилия. Точното местоположение на училището не е известно, но се казва, че прилича на мъгълите като изоставени руини, а за магьосниците прилича на златен храм.
Училището се охранява от малки палави магически същества, наречени кайпора. Специалностите, които „Кастелбрухо“ предлага, са магизоология и билкология. Облеклото на учениците е зелена мантия. Известни възпитаници на училището са Либатиус Бораж, автор на множество книги за отвари, и Жоао Коелю, капитан на професионалния отбор по куидич.
В Хари Потър и Огненият бокал Рон споменава на Хари, че брат му Бил е имал приятел от това училище.

### Дурмщранг
Институтът за магьосническо обучение „Дурмщранг е училище за магия, което за първи път се споменава в Огненият бокал. Училището съществува от най-малко 700 години, когато започва да участва в „Тримагическия турнир“. Дъмбълдор приветства учениците на „Дурмщранг“ като „наши приятели от Севера“, а Дж. К. Роулинг казва, че е установила училището някъде в Северна Скандинавия. Учениците от „Дурмщранг“ носят тежки кървавочервени кожени роби. Споменато е, че в училището се обучават са българи и руснаци. „Дурмщранг“ е представен като училище за момчета във филма, но според книгата то предлага смесено обучение. Споменават се няколко ученички, но не по име.
Училището е известно с това, че набляга на изучаването на черните изкуства. Докато други училища по магия в поредицата ограничават изучаването до защита срещу черните изкуства, учениците от „Дурмщранг“ всъщност я изучават. В Даровете на Смъртта се разкрива, че тъмният магьосник Гелърт Гринделвалд е посещавал „Дурмщранг“. Той издълбава символа на Даровете на смъртта върху каменните стени на училището. Въпреки че в „Дурмщранг“ се преподават черните изкуства като част от учебната си програма, очевидно експериментите, извършени от него, са били смятани за твърде екстремни дори за стандартите на училището, тъй като той е изключен заради тях.
Контрастът между „Дурмщранг“ и „Хогуортс“ може да се тълкува като намек за войната на Запада с лошите от Изтока, както е описано в готическата фантастика от четиринадесети век.

### Хогуортс
Училището за магия и вълшебство „Хогуортс“ е британско училище по магия за ученици на възраст от единадесет до седемнадесет години и е основното място на действие за първите шест книги от поредицата Хари Потър на Дж. К. Роулинг.

### Илвърморни
Училището за магия и вълшебство „Илвърморни“ е американско училище за магия, което обслужва северноамериканския континент. За първи път се споменава в кратка история на Дж. К. Роулинг, публикувана в Pottermore на 28 юни 2016 г., а също и във филма Фантастични животни и къде да ги намерим. Училището е основано през 17 век в Адамс, Масачузетс, в планината Грейлок, най-високата естествена точка в щата. То е скрито от немагическия свят чрез магии, които понякога могат да се появят като облак, заобикалящ върха. По модел на Хогуортс, училището разполага с четири дома, в които учениците се разпределят при пристигането си.

### Уагаду
„Уагаду“ е най-старото от няколко африкански магьоснически училища и най-голямото в целия свят. Адресът му е „Планините на Луната“.

### Махутокоро
„Махутокоро“ е най-малкото училище за магьосници, което се намира в Япония. Учениците носят омагьосани роби, които нарастват по размер с носещия ги и променят цвета си в отговор на нарастващите магически познания на носещия, от бледо розово до златисто.

## Диагон-Али
„Диагон-Али“ е главна търговска улица в Лондон, достъпна за магьосници. Въпреки това на мъгълите е разрешен достъпът до нея, ако трябва да придружат своите деца, притежаващи магически спосоности. Ако магьосник или вещица има нужда от нещо, големи са шансовете то да бъде намерено на „Диагон-Али“.
До „Диагон-Али“ може да се стигне през магьосническата страноприемница „Продънения котел“, невидима за мъгълите, която се намира между книжарница и музикален магазин. За да се излезе на „Диагон-Али“, трябва да се премине през задния двор на „Продънения котел“ и да се почука върху определена тухла в стената. Предвид натоварения характер на района, пътуването до „Диагон-Али“ може да се извърши и чрез телепортиране или летежна пудра, като и двата начина са магьосническо средство за транспорт. По улицата са разположени магазини, които предлагат широка гама от магически консумативи, както и магьосническата банка „Гринготс“, управлявана от гоблини.
Името „Диагон-Али“ е омофон на думата „диагонали“, която Хари погрешно произнася в началото на втория том.

### Търговски център за сови Айпол
Търговският център за сови „Айпол“ предлага сови и консумативи като лакомства и кафези. В магазина е тъмно и изпълнено с тихо пиукане, шумолене и трептене на „блестящи като бижута очи“. Именно оттук Рубиъс Хагрид купува полярната сова на Хари, Хедуиг, като подарък за единадесетия му рожден ден във Философският камък.

### Сладоледената къща на Флориан Фортескю
„Сладоледената къща“ на Флориан Фортескю (основател и собственик на магазина) предлага сладолед и други лакомства, на които клиентите могат да се насладят на маси на открито. Хари прекарва приятни часове там, докато пише домашните си преди третата си година в „Хогуортс“. Самият господин Фортескю му помага за училищните есета, като на всеки половин час дава на Хари безплатна мелба. Към края на лятната ваканция Хари среща там Рон и Хърмаяни. В Нечистокръвния принц вратата на магазина е закована с дъски, а собственикът е изчезнал.

### Флориш и Блотс
„Флориш и Блотс“ е книжарница, предлагаща голямо разнообразие от магически книги, включително учебниците, по които учат учениците от „Хогуортс“. В задната част на книжарницата има ъгъл, посветен единствено на пророкуването.
Обикновено на витрината има изложени книги, но в Затворникът от Азкабан е поставен кафез, пълен със стотици копия на „Чудовищна книга за чудовища“. За да се справи със злите книги, избрани за третата година по дисциплината „Грижа за магическите създания“, водена от Хагрид, изтормозеният книжар си слага дебели ръкавици, за да може да взима екземпляри от учебника.
В Стаята на тайните известният писател Гилдрой Локхарт подписва копия от книгата си „Аз, магьосникът“ в деня, когато Хари купува учебниците си за втората година на обучение. Даването на автографи привлича огромна тълпа от почитатели (предимно жени на средна възраст). Това е мястото, където Луциус Малфой пъха дневника на Том Риддъл в старата книга по „Трансфигурация“ на Джини, като по този начин предизвиква събитията, описани във втория том.

### Играчка-плачка
„Играчка-плачка е магазин за шеги и вълшебства. За кратко се споменава в Стаята на тайните, когато Фред, Джордж и Лий Джордън се запасяват с фойерверките на д-р Филибъстър.

### Магьосническа банка Гринготс
Магьосническата банка „Гринготс“ е единствената известна банка в света на магьосниците, в която работят предимно таласъми. Снежно бяла сграда, намираща се близо до кръстовището на „Мракон-Али“ и „Диагон-Али“, „Гринготс“ се извисява над всички останали съседни магазини. Клиентите преминават през няколко бронзови врати, а след това през сребърни, преди да влязат във фоайето. Подът е мраморен и има дълъг тезгях, простиращ се по дължината му, зад който чиновниците таласъми работят, като броят монети и актуализират счетоводни книги. Вътре магьосниците и вещиците държат своите пари и други ценности в трезори, които са защитени от много сложни и много силни мерки за сигурност. Трезорите се простират на километри под Лондон и са достъпни през необработени каменни проходи, а магически вагонетки се движат бързо по техните коловози. Банката също предлага обмен на валута за магьосници с мъгълски произход.
Когато Хари за първи път посещава „Гринготс“, Хагрид му казва, че човек трябва да е луд, за да се опита да ограби банката. Таласъмите са изключително зли и ще защитят парите и ценностите на всяка цена, което ги прави идеални пазители на ценностите на магьосническия свят. Освен това, според Хагрид, освен „Хогуортс“, „Гринготс“ се смята за „най-безопасното място на света за всичко, което искате да пазите в безопасност“.
Има няколко метода за отваряне на трезорите. Повечето трезори, като този на Хари, използват малки златни ключове. Трезорите с по-висока сигурност могат да имат различни заклинания или други мерки на вратите. Например, вратата към трезор 713, в който за кратко се съхранява Философският камък, трябва да бъде погалена от сертифициран таласъм на „Гринготс“, след което се стопява, за да позволи достъп до съдържанието. Ако някой друг освен сертифициран таласъм на банката докосне вратата, този човек ще бъде засмукан в трезора, който се проверява за хванати крадци само веднъж на всеки 10 години. Дракони пазят трезорите с максимална сигурност, намиращи се в най-ниските части на банката, а подземен водопад, наречен „Водопадът на крадеца“, действа, за да преобърне вагонетките, които минават през него, и да премахва магиите, използвани от бъдещи крадци.
Във Философският камък трезор 713 съхранява малък пакет, увит в хартия, вътре в който беше Философският камък. Дъмбълдор изпраща Хагрид да го вземе, докато придружава Хари. По-късно същия ден, професор Куиръл прониква в трезора по заповед на Волдемор. Въпреки че не успява да се сдобие с Философския камък, проникването шокира света на магьосниците, защото е нечувано трезор на „Гринготс“ да бъде ограбен. Грипкук твърди, че защитата е била намалена поради изпразването на хранилището. В Даровете на Смъртта Хари, Рон и Хърмаяни, подпомогнати неохотно от Грипкук, нахлуват в трезора на Белатрикс Лестранж, в който е скрит хоркрукс на Волдемор (чашата на Хафълпаф). Въпреки това, когато влизат в трезора на Белатрикс, който е зареден с всякакви съкровища, те откриват, че върху съкровището са поставени проклятия Джемино и Флагранте, които съответно карат всеки предмет да се размножава бързо и да се нажежава до червено, когато е докоснато. Триото се измъква с хоркрукса, като освобождава полусляп дракон, който е част от охраната на трезора, и се покатерва на гърба му.
Въпреки че в „Гринготс“ работят предимно таласъми, включително Грипкук и Рагнок, известно е, че банката има и служители хора, макар и не очевидно за банкови и счетоводни услуги. Бил е работил като разбивач на проклятия за „Гринготс“ в Египет, извличайки артефакти от древноегипетски гробници и пирамиди. Фльор започва работа на непълен работен ден в „Гринготс“ след участието си в „Тримагическия турнир“, очевидно за да подобри английските си умения, а пазачите на магьосниците се споменават в Даровете на Смъртта по време на влизането.

### Мракон-Али
„Мракон-Али“ е тъмна и занемарена улица, диагонална на „Диагон-Али“. Често на нея се срещат тъмни магьосници. Много от магазините на „Мракон-Али“ са посветени на черните изкуства; най-известният от които е „Боргин и Бъркс“, който продава зловещи и опасни предмети. Хари се озовава на „Мракон-Али“ в Стаята на тайните, когато случайно произнася (във филмовата версия) „диагонали“ вместо „Диагон-Али“ (книгата не посочва какво е произнесъл), докато използва летежна пудра, за да стигне до „Диагон-Али“. Хагрид го открива, докато търси репелент за плътоядни плужеци, за училищното зеле. Оттам той го отвежда обратно на „Диагон-Али“, където се срещат с Хърмаяни Грейнджър, която ги отвежда при семейство Уизли.

#### Боргин и Бъркс
„Боргин и Бъркс е антикварен магазин, който е специализиран в черните изкуства, намиращ се на „Мракон-Али“. Магазинът продава много опасни и тъмни артефакти като прокълната огърлица от опал, ръката на славата и половината от изчезващ комплект шкафове, който се използва от Драко Малфой, за да проникне в „Хогуортс“ в Нечистокръвния принц. Лорд Волдемор работи в „Боргин и Бъркс“ за кратко, след като напуска „Хогуортс“ в средата на 40-те години. Той е собственост на Карактакус Бърк и господин Боргин, въпреки че вторият е единственият собственик, който се появява в поредицата.

### Продъненият котел
„Продъненият котел“ е тъмна и долнопробна страноприемница за магьосници, разположена на мъгълската улица „Чаринг Крос Роуд“ в Лондон, предлагаща храна, напитки и стаи под наем. Страноприемницата е основана от Дейзи Додъридж през 1500 г., „за да служи като врата между немагьосническия свят и „Диагон-Али“. Сегашният барман и кръчмар е магьосникът Том.
На основния етаж ханът разполага с бар, няколко самостоятелни салона и голяма трапезария. На горните етажи има няколко стаи за отдаване под наем. Хари отсяда в стая 11, в която има говорещо огледало и прозорци, които му позволяват да гледа към „Чаринг Крос Роуд“. Хората често отсядат в „Продънения котел“, когато идват в Лондон за пазаруване.
Кръчмата служи като начин за влизане на „Диагон-Али“ от мъгълския свят за мъгълородените и техните родители. „Продъненият котел“ има малък заден двор, в който, когато се почука върху определена тухла, се отворя пътят към „Диагон-Али“.

### Мадам Молкин – одежди за всякакви случаи
„Мадам Молкин – одежди за всякакви случаи“ е магазин за дрехи, намиращ се до „Флориш и Блотс“. Предлагат се мантии и други дрехи, включително стандартните обикновени черни работни мантии, изисквани от „Хогуортс“. Вътре в магазина мадам Молкин и нейните асистенти шият мантиите по мярка. „Молкин“ е архаичен термин за „кървава старица“.
Хари има две срещи с Драко Малфой в магазина на мадам Молкин. Това е мястото, където Хари среща първия магьосник на своята епоха, Малфой, за първи път във Философският камък. Хари е доста объркан от въпросите, които Малфой задава, защото той все още не е запознат с много аспекти от света на магьосниците. Втората среща се случва точно преди началото на шестата година на Хари, в Нечистокръвния принц. Тази среща е много по-неприятна и ескалира бързо в почти дуел, преди Малфой и майка му да си тръгнат отвратени.

### Магическа менажерия
„Магическата менажерия“ е магазин за магически същества, който освен че продава магически животни, предлага съвети относно тяхната грижа и здравето им. Магазинът е много тесен, шумен и миризлив, тъй като всеки сантиметър е покрит с клетки. Сред съществата, които се продават, са огромни лилави жаби, огнен рак, отровни оранжеви охлюви, дебел бял заек, който може да се превърне в копринен цилиндър, котки от всякакъв цвят, гарвани, пухкавелци и клетка с лъскави черни плъхове, които си играят, като прескачат опашките си.
Когато Хари, Рон и Хърмаяни посещават магазина в Затворникът от Азкабан, вещица с големи черни очила им помага. Рон купува тоник за своя домашен плъх Скабърс, а Хърмаяни купува котаракът Крукшанкс.

### Оливандър
„Оливандър“ е магазин за магически пръчки, описан като „тесен и занемарен, с табела, която гласи Оливандър: Производство на доброкачествени магически пръчки от 382 г. пр. Хр., с олющени златни букви над вратата. На витрината на магазина има поставена магическа пръчка, поставена върху избеляла лилава възглавница. По стените на магазина са поставени безброй тесни кутии, подредени чак до тавана.
Оливандър, бледоокият продавач с бели коси, прави и продава магически пръчки на вещици и магьосници, когато постъпват в „Хогуортс“ или счупят своята. Той помни всяка пръчка, която някога е продавал. За да определи най-добрата пръчка за вещицата или магьосника, Оливандър измерва различни части на тялото (включително, в случая на Хари, между ноздрите му) и след това проверява реакциите на различните пръчки към купувача, процес, който той нарича „пръчката избира магьосника“.
Магазинът затваря, когато Оливандър изчезва в Нечистокръвния принц, Волдемор нарежда на своите смъртожадни да го отвлекат, за да се опитат да открият повече за връзката между неговата собствена пръчка и пръчката на Хари. Хари спасява Оливандър в Даровете на Смъртта.

### Магазин за котли
Магазинът за котли „Потаж“ продава различни разновидности и размери котли, включително медни, месингови, оловни, сребърни, саморазбъркващи се, сгъваеми и масивни златни, според табелата пред магазина. „Хогуортс“ изисква от своите ученици да имат оловен котел с размер 2 (както е посочено в списъка с книги от Философският камък). Магазинът за котли е много близо до входа от „Продъненият котел“.

### Всичко за куидича
„Всичко за куидича“ е магазин, който предлага метли и други артикули, свързани с куидича. Витрините на магазините често привличат младите клиенти, които гледат с копнеж стоките. Най-известните артикули са метлите „Нимбус 2000“ и метлите „Светкавицата“, и двете Хари в крайна сметка притежава. „Светкавицата“ е национална състезателна метла, която професионалните лиги използват. Хари прекарва лятото преди третата си година, гледайки „Светкавицата“ на витрината, чиято цена е достъпна само при поискване и която Сириус Блек купува за Хари като коледен подарък от анонимен. В един момент Рон копнее за пълен комплект мантии на отбора „Чъдли Кенънс“, предлагани в магазина.

### Аптека
Аптеката „Слъг и Джигърс“ продава везни, отвари и съставки за отвари. Магазинът е доста очарователен въпреки много неприятната миризма (смес от развалени яйца и гнило зеле). Вътрешността включва бъчви със слузести неща на пода, буркани с билки, сушени корени и ярки прахове по рафтовете и снопове пера, нанизи от зъби и нокти, висящи от тавана. Хари редовно купува съставки, както и своите везни.
Някои от наличните съставки са сребърни рога на еднорог (за двадесет и един галеона всеки), блестящи черни очи на бръмбар (пет кнута за лъжичка) и черен дроб на дракон (седемнадесет сикли за унция).

### Сергии
Освен много магазини, на „Диагон-Али“ има и малки сергии, които продават голямо разнообразие от магически предмети, сладкиши и дрънкулки. В Нечистокръвния принц много вещици и магьосници се опитват да се възползват от страха, създаден от завръщането на Волдемор. Те поставят сергии за продажба на амулети и други предмети, които уж предпазват от върколаци и диментори. Тези сергии за „защита от тъмна магия“ обаче са незаконни и вероятно продавачите са измамници. Артър Уизли е този, който отговаря за арестуването на собствениците им.

### Туилфит и Татинг
„Туилфит и Татинг“ е магьоснически магазин за дрехи, разположен на „Диагон-Али“, споменат в Нечистокръвния принц от Нарциса Малфой, която твърди, че би пазарувала там, вместо да пазарува в „Мадам Молкин“, поради присъствието на Хари, Рон и Хърмаяни (най-вече Хърмаяни, на която семейство Малфой гледат с пренебрежение поради кръвния ѝ статус). По тона в гласа на Нарциса се подразбира, че е малко по-престижен от този на Молкин.

### Магьосническо оборудване
Предлага всякакъв вид оборудване, използвано в света на магьосниците, и тук Хари купува първия си телескоп.

### Магийки шегобийки на братя Уизли
„Магийки шегобийки на братя Уизли“ е популярен магазин за шеги, който започва като малък училищен бизнес, създаден от Фред и Джордж Уизли в четвъртата книга. Той отворя вратите си на „Диагон-Али“ 93 през лятото на шестата книга, използвайки печалбите от „Тримагическия турнир“ на Хари Потър като начален капитал. Магазинът продава артикули за шеги и трикове, полезни новости, сладкиши и елементи за защита срещу черните изкуства. Предната част на магазина е описана като фойерверк на приглушения фон на скучните магазини.
Фред и Джордж започват да използват името „Магийки шегобийки на братя Уизли“ в Огненият бокал за бизнес за поръчки по пощата, продаващ стоки, включително сладкиши, за да помогнат на учениците да симулират заболяване, за да пропуснат уроци. След ранното напускане на „Хогуортс“ в Орденът на феникса, двамата Уизли създават своя магазин на „Диагон-Али“, който бързо набира огромна популярност.
Магазинът е временно затворен в Даровете на Смъртта, тъй като смъртожадните държат под око всички Уизли, но Фред и Джордж продължават да управляват услугата поща по сова. В интервюта след публикуването на Даровете на Смъртта Роулинг казва, че Джордж (след смъртта на Фред) е отворил отново магазина, тъй като „той се е превърнал в огромен източник на пари“ и че Рон работи там, след като е преминал обучение за аврори и е отишъл в работа за Министерството на магията. В пиесата Хари Потър и Прокълнатото дете Рон управлява магазина деветнадесет години след събитията в Даровете на Смъртта.

## Хогсмийд
Хогсмийд е единственото село във Великобритания, обитавано само от магьосници, вещици и други магически същества, което се намира на северозапад от „Хогуортс“. Основано е от средновековния магьосник Хенгист от Уудкрофт, който се преселва в Шотландия, за да избегне преследването на магьосниците в Нортъмбърланд. Голяма част от архитектурата на Хогсмийд отразява средновековния му произход; селото е известно със своите наклонени средновековни къщи, най-известните от които са „Трите метли“, заведение, построено на мястото на дома на Удкрофт, и място за драматичните магьоснически събития като бунта на британските гоблини през 1612 г. (горните стаи служат като щаб на Министерството на магията в опитите си да потуши въстанието в Хайлендс). Хогсмийд основно се състои от една единствена пътна артерия, наречена главната улица, на която се намират повечето магазини и други магически места; но неназованите улици, разклоняващи се от главния път, също са дом на такива исторически места като „Свинската глава“ и „Сладкарничката на Мадам Пудифут“. На учениците от „Хогуортс“, които са в третата си година и повече, е разрешено да посещават селото по време на планирани посещения, да пазаруват и да се срещат с приятели без придружител, стига да имат подписано разрешително от родител или настойник. Учениците често посещават главната улица в селото, която съдържа посочените специализирани магазини и заведения. Понякога учениците се скитат, за да видят известната „Къща на крясъците“. Хогсмийд дава името и на гарата, която служи като единия край на маршрута, изминаван от „Хогуортс Експрес“ за возене на ученици от и до Лондон. Учениците трябва да ходят пеша или да вземат файтон, за да изминат разстоянието между Хогсмийд и „Хогуортс“.
Във филмовата поредица „Хари Потър“ Хогсмийд се появява в Затворникът от Азкабан (2004), Орденът на феникса (2007), Нечистокръвния принц (2009), Даровете на Смъртта – част 2 (2011). Най-новото появяване на селото е в играта Hogwarts Legacy (2023), в която е представено през 19 век.

### Дервиш и Банджис
Магазин, който продава и поправя магьосническо оборудване. „Дервиш и Банджис“ се намира близо до края на главната улица.

### Висша мода за магьосници
„Висша мода за магьосници“ продава дрехи. Има клонове в Лондон и Париж. Пълно е с чудати стоки и изглежда е специализиран в странни и необичайни чорапи. От този магазин Хари купува чорапи на Доби в знак на благодарност, че му е помогнал с второто изпитание от „Тримагическия турнир“.

### Меденото царство
„Меденото царство“ е популярен магазин за сладкиши, който обикновено е пълен с ученици, а понякога и с учители от „Хогуортс“. Има и таен проход в мазето на магазина, който води до коридора на третия етаж на „Хогуортс“, зад голямата каменна статуя на Гунхилда от Горсемор. Хари използва този вход, за да се промъкне в Хогсмийд в Хари Потър и Затворникът от Азкабан.

### Гара Хогсмийд
Гара „Хогсмийд“ е най-близката гара до „Хогуортс“. Тя е втората и последна гара по маршрута Кингс Крос - „Хогуортс“. Сцените, включващи гарата във филмите за Хари Потър, са заснети на гара „Готланд“ по железопътната линия Северен Йоркшир Мурс, построена през 1865 г. и почти непроменена, която обслужва село Готланд. Според Роулинг гара „Хогсмийд“ не е в селото, а на противоположната страна на езерото.

### Свинската глава
„Свинската глава“ е кръчма, която често привлича по-непочтена клиентела, като клиентите често крият лицата си, тъй като не желаят да бъдат разпознати. На висящата табела на входа на кръчмата има отсечена глава на глиган. Самата кръчма е мръсна, подът е покрит със слоеве мръсотия, а прозорците са толкова мръсни, че през тях преминава слабо светлина. Основният етаж е единична стая, но има допълнителни стаи на горните етажи. Хари отбелязва, че кръчмата силно мирише на кози. Барман и собственик е Абърфорт Дъмбълдор, брат на Албус Дъмбълдор, директор на „Хогуортс“, но роднинската им връзка не се разкрива до последната книга.
Въпреки лошата си репутация, „Свинската глава“ е домакин на няколко важни събития от света на Хари Потър. Кръчмата е била щаб на бунта на гоблините от 1612 г. Няколко месеца преди Хари да се роди, именно тук Сибила Трелони разкрива пророчество, отнасящо се до Волдемор и Хари, по време на интервю с Дъмбълдор за позицията учител по пророкуване в „Хогуортс“, докато Сивиръс Снейп чува първата част от пророчеството. Кръчмата е и мястото, където Хагрид незаконно печели драконово яйце (Норбърт), докато играе с дегизиран слуга на Волдемор. В Орденът на феникса първата среща на „Армията на Дъмбълдор“ се състои в „Свинската глава“.
По време на Даровете на Смъртта, Абърфорт разкрива таен проход, който води до Нужната стая в „Хогуортс“, където „Армията на Дъмбълдор“ е установила щабквартирата си. Входът към „Свинската глава“ е скрит зад портрета на Ариана Дъмбълдор, по-малката сестра на Албус и Абърфорт. Преди да започне битката за „Хогуортс“, проходът се използва за евакуация на непълнолетни ученици от училището. Останалите членове на армията и Орденът на феникса се събират в „Свинската глава“, преди да влязат в замъка през този проход, за да се бият с Волдемор и неговите смъртожадни.
Името на кръчмата се отнася до архаична единица за измерване на течности, хогсхед. Възможно е и да е алюзия към кръчмата „Глиганската глава“ от историческата драма Хенри IV, част 1 от Уилям Шекспир. Подобно на „Свинската глава“, кръчмата от произведението на Шекспир е свърталище на неособено уважавани герои.

### Мадам Пудифут
Разположена на малка странична уличка встрани от главната улица, чайната „Мадам Пудифут“ е популярна сред двойките от „Хогуортс“. Описва се като тясно, задушено място, украсено с панделки или волани. Малките кръгли маси са за двама. На Свети Валентин мадам Пудифут наема плаващи златни херувими, за да хвърлят розови конфети върху двойките. Именно при мадам Пудифут Хари отпразнува Свети Валентин с Чо Чан в петата книга, Орденът на феникса.

### Поща
Пощенската служба е пълна с от двеста до триста сови, вариращи от големи сиви сови до малки (последните са „само за местни доставки“), които се спускат от цветно кодираните рафтове. Тези сови доставят поща на хората в света на магьосниците. Рафтовете са цветно кодирани в зависимост от това колко бързо ще пристигнат писмата или пратките до местоназначението си.

### Скривеншафт
Магазинът за пера „Скривеншафт“ продава магьоснически канцеларски материали като пера, мастило, пергамент, пликове, печати и т.н. Хърмаяни си купува ново перо от този магазин в Хари Потър и Орденът на феникса.

### Къщата на крясъците
Къщата на крясъците се намира в покрайнините на Хогсмийд, малко над останалата част от селото, със заковани прозорци и обрасла градина. Описана е като леко зловеща дори на дневна светлина. Свързана е с „Хогуортс“ чрез таен тунел по Плашещата върба, която е засадена специално, за да скрие тунела. Къщата на крясъците е построена, за да може Ремус Лупин да се крие в нея по време на месечните си трансформации във върколак, за да се избегне нараняването на ученици или други невинни хора. Селяните чуват воя на Лупин, докато обитава къщата, като мислят, че това са крясъци на духове. Заради този слух, допълнително насърчен от Дъмбълдор, за да обезсърчи любопитните погледи, Къщата на крясъците е обявена официално за най-обитаваната от духове къща във Великобритания. Очевидно тунелът под Плашещата върба е единственият вход към Къщата на крясъците.
В Затворникът от Азкабан Къщата на крясъците е сцена на драматичния финал на книгата, когато Сириус се връща в училището. Той завлича в къщата Рон и неговия плъх Скабърс, с намерението на убие Скабърс. Разкрива се, че Скабърс е зоомагът Питър Петигрю, бивш приятел на Сириус, който е предал семейство Потър на Волдемор, престъпление, за което Блек е обвинен и осъден на доживотен затвор в „Азкабан“. В книгата Даровете на Смъртта Снейп е убит в Къщата на крясъците от Наджини, змията на Волдемор.

### Трите метли
„Трите метли“ е популярно заведение, разположено на главната улица в Хогсмийд. Заведението е известно с вкусната си маслена бира и красивата си собственичка мадам Розмерта, която живее на етажа над кръчмата. „Трите метли“ е предпочитана дестинация сред учениците и персонала на „Хогуортс“, въпреки че в Хари Потър и Философският камък Хагрид споменава посещението си в „Свинската глава“. Това е мястото на важни събития от поредицата, включително интервюто на Хари с Рита Скийтър в петата си година. Описва се като топло, задимено, многолюдно и шумно място. Освен маслена бира, се предлагат огнено уиски (макар че изглежда не е за ученици, както спомена Рон в „Свинската глава“ през петата година), вода от дъб, отлежала медовина на Розмерта и много мъгълски напитки. Мадам Росмерта обикновено работи в бара, в предната или страничната част на заведението. В задната част на кръчмата има камина, а отгоре има хан.

### Зонко
Магазинчето за шеги „Зонко“ е магазин за шеги и трикове, които могат да „изпълнят и най-смелите мечти на Фред и Джордж“. Магазинът затваря в Нечистокръвния принц, а по-късно е купен от близнаците Уизли.